# Шабельников, Иван Сергеевич
Ива́н Серге́евич Шабе́льников (24 марта 1917, Короча, Курская губерния — 1 октября 1947, Латвийская ССР) — командир звена 6-го отдельного гвардейского штурмового авиационного Московского ордена Суворова Краснознаменного полка (3-я воздушная армия, 1-й Прибалтийский фронт), гвардии старший лейтенант. Герой Советского Союза.

## Биография
Родился 24 марта 1917 года в городе Короче Корочанского уезда Курской губернии, ныне — Белгородская область.
В рядах Красной армии с 1937 года. Участник Великой Отечественной войны с мая 1943 года. Воевал на Калининском и 3-м Белорусском фронтах, участвовал в Духовщинско-Демидовской (1943), Невельской (1943), Витебской (1944), Витебско-Оршанской (1944), Полоцкой (1944), Шяуляйской (1944), Рижской (1944), Мемельской (1944), Восточно-Прусской (1945) наступательных операциях.
К 1 октября 1944 года совершил 122 боевых вылета.
Указом Президиума Верховного Совета СССР от 23 февраля 1945 года за мужество и героизм, проявленные при нанесении штурмовых ударов по врагу, Шабельникову Ивану Сергеевичу присвоено звание Героя Советского Союза с вручением ордена Ленина и медали «Золотая Звезда».
6 апреля 1945 года в районе Меденау северо-западнее Кёнигсберга при штурмовке артиллерийских позиций был сбит, совершил вынужденную посадку на территории противника. В наземной схватке с врагом был ранен, взят в плен. Содержался в тюрьме города Пиллау, затем в лагере на территории Дании. Освобождён войсками союзников, 10 мая 1945 вернулся в часть.
Продолжал службу в рядах ВВС. 1 октября 1947 года погиб в авиационной катастрофе. Похоронен на братском воинском кладбище (на улице Грауду), город Елгава (Латвия).

## Награды
Награждён орденом Ленина (23.2.1945), двумя орденами Красного Знамени (1.10.1943, 30.1.1944), орденами Александра Невского (27.12.1944), Отечественной войны 1-й степени (3.6.1944), медалями.

## Память
Имя И. С. Шабельникова носит улица в Короче.